# Wapen van Rijsenburg (gebouw)

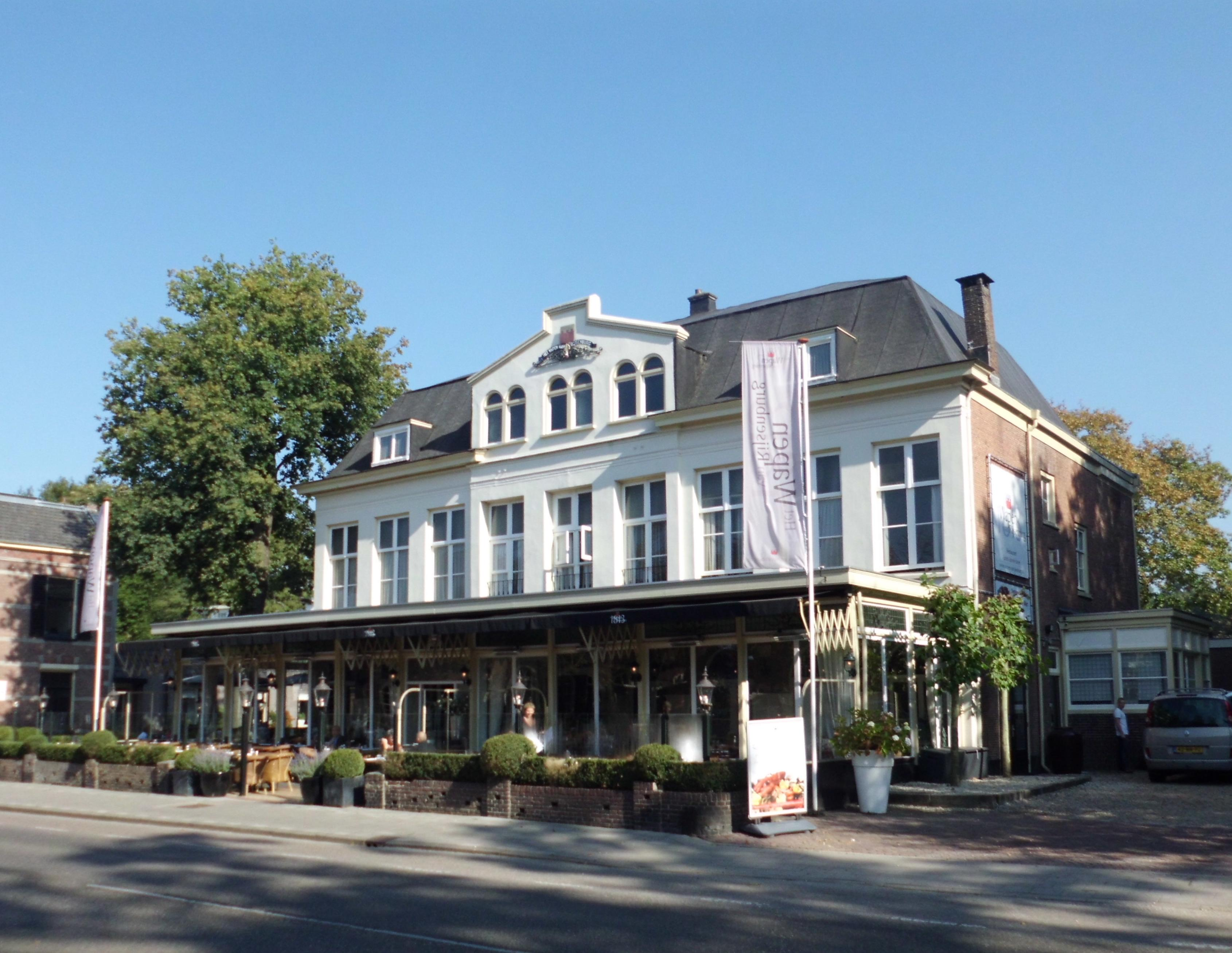
Restaurant Het Wapen van Rijsenburg

Het Wapen van Rijsenburg is een voormalige herberg in Rijsenburg, later een restaurant, gebouwd in de periode 1811-1813 als onderdeel van het in neoclassicistische stijl gebouwde Kerkplein.
De herberg is in gebruik geweest als vergaderruimte voor het gemeentebestuur van Rijsenburg en had een tijdlang de functie van rechthuis van het gerecht Rijsenburg. Eind 19e eeuw stond het etablissement een tijdlang bekend als Hotel Schols, genoemd naar de familie die het hotel in eigendom had.